# イグニス (企業)
株式会社イグニス（英: IGNIS LTD.）は、東京都渋谷区に本社を置き、恋愛・婚活マッチングサービス、バーチャルライブプラットフォームの企画・開発・運営を行う日本の企業。

## 概要
出会い・婚活マッチングアプリ「with」などスマートフォンアプリ企画・開発・運営を主に事業展開し、さらにメディアやVR、アイドル等、事業の多面展開を図っている。
かつては「ぼくとドラゴン」などのソーシャルゲームを手掛けていたが、競争激化により、新規タイトルの開発凍結を実施した他、2020年3月2日に株式会社スタジオキングの会社分割を実施し、株式会社スタジオキングのソーシャルゲーム事業を譲受した株式会社スタジオレックスの全株式をドリコムへ譲渡して撤退した。
株式会社スタジオキングは、2020年10月1日に株式会社アイシー、株式会社IGNIS APPS（旧スワッグアップ株式会社）、ALTR THINK株式会社、株式会社ラップランドの4社と共にイグニスへ吸収合併された。
株式会社i3は、2021年4月26日にMBOとして実施した株式公開買付けにより44.28%の株式を取得。同年6月30日に東京証券取引所マザーズ市場上場廃止となり、同年7月2日に株式併合により株主が株式会社i3と鈴木貴明、銭錕のみとなった。

## 社名の由来
「イグニス」ラテン語で「火」を意味し、現代の生活では「あたりまえ」の存在である火のように、「高い志を持ち、仕事に燃える集合体でありたい。次のあたりまえを創り続けることで世界を進化させたい。」などの思いが込められている。